# Nagelhypoplasie
Eine Nagelhypoplasie  ist ein Symptom für einige angeborene Erkrankungen, bei denen einzelne, mehrere oder alle  Finger- oder Fußnägel eine Fehlanlage oder Fehlausbildung mit zu kleinen Nägeln aufweisen.
Synonyme sind:  Onychohypoplasie; Mikroonychie; Hypoonychie (von altgriechisch ὄνυξ ónyx, deutsch ‚Kralle, Fingernagel‘)

## Vorkommen
Bei nachstehenden Syndromen sind Nagelhypoplasien beschrieben:
- Huriez-Syndrom
- Osteoonychodysplasie
- Fetale Alkoholspektrumstörung
- Antiepileptika-Embryopathie
- Ellis-van-Creveld-Syndrom
- Coffin-Siris-Syndrom
- DOOR-Syndrom
- Maroteaux-Lamy-Syndrom
- Oto-onycho-peroneales Syndrom
- Zimmermann-Laband-Syndrom
- Aminopterin-Syndrom
- Mikrodeletionssyndrom 20p13
- Progerie bzw. Hutchinson-Gilford-Syndrom[3]